# L'important c'est la rose
"L'important c'est la rose" is een nummer van de Franse zanger Gilbert Bécaud. Het nummer werd in maart 1967 uitgebracht als single.

## Achtergrond
De tekst van "L'important c'est la rose" is geschreven door Louis Amade, terwijl de muziek is geschreven door Becaud. Het nummer, waarvan de titel naar het Nederlands te vertalen is als "De roos is het belangrijkste" werd een hit in zijn thuisland Frankrijk, waar het de twaalfde plaats behaalde. Daarnaast kwam het in Wallonië tot de zestiende plaats en in Vlaanderen tot de negentiende plaats in de hitlijsten. In Nederland stond het nummer "Merci beaucoup" op de B-kant van de single. In Duitsland was dit "Je partirai", terwijl het nummer in Frankrijk op een ep werd uitgebracht, samen met de nummers "Bienvenue parmi nous", "Merci beaucoup" en "Dans le lit d'un homme d'affaires".
"L'important c'est la rose" is een aantal keren gecoverd in verschillende talen:
- 1967: Tino Rossi
- 1967: Grethe en Jørgen Ingmann in het Deens als "Gi' mig en rose"
- 1967: Östen Warnerbring in het Zweeds als "Glöm ej bort det finns rosor"; nummer 2-hit in Zweden
- 1967: Amália Rodrigues
- 1967: Riccardo del Turco in het Italiaans als "L'importante è la rosa"
- 1967: Helena Vondráčková in het Tsjechisch als "Ruže kvetou dál"
- 1968: Gilbert Bécaud en Françoise Hardy in duet voor de film Monte Carlo: C'est la rose
- 1969: Gilbert Bécaud in het Spaans als "Lo importante es la rosa"
- 1975: Gilbert Bécaud in het Engels als "The Importance of Your Love"
- 1976: Jane Olivor in het Engels en Frans als "L'important c'est la rose"
- 1977: BZN voor het album Land Zonder Drempels en later op The Best Of BZN
- 1978: Hildegard Knef in het Duits als "Überall blühen Rosen"
- 1989: Philippine Madrigal Singers in het Engels
- 2010: Vicky Leandros in het Duits als "Doch ich seh all die Rosen"
- 2016: Raquel Bitton in het Engels

## NPO Radio 2 Top 2000
| Nummer met noteringen in de NPO Radio 2 Top 2000 | '99  | '00-'03 | '04  | '05  | '06  | '07  | '08  | '09-'11 | '12  |
| ------------------------------------------------ | ---- | ------- | ---- | ---- | ---- | ---- | ---- | ------- | ---- |
| L'important c'est la rose                        | 1311 | -       | 1887 | 1495 | 1584 | 1797 | 1797 | -       | 1979 |

1. ↑  Een '-' betekent dat het nummer niet was genoteerd en een vetgedrukt getal geeft de hoogste notering aan.
2. ↑  Deze tabel is bijgewerkt tot en met de laatste editie (2024).